# Ringsymbol

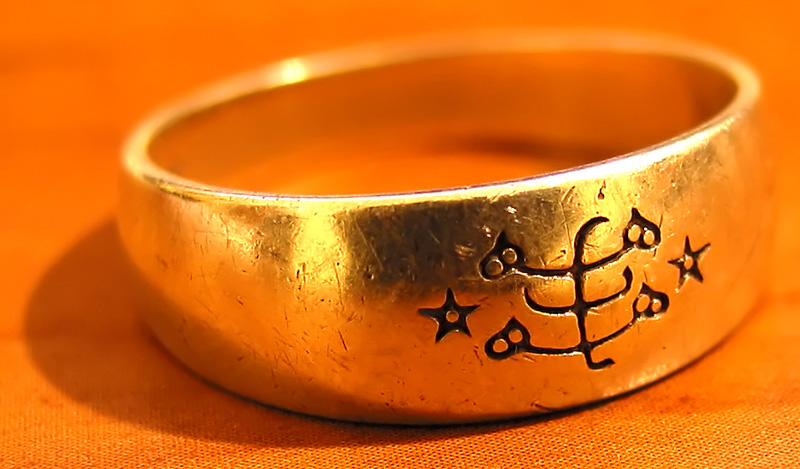
Ein Goldring mit der Ringsymbol-Kalligraphie aus den beiden arabischen Buchstaben Ba und Ha.

Das Ringsymbol ist ein Symbol der Bahai, welches von Abdu’l Baha entworfen wurde und aus den beiden arabischen Buchstaben „Bā'“ und „Hā'“ gebildet wird, woraus sich das arabische Wort „Baha“ (arabisch بهاء bahā', DMG bahāʾ ‚Herrlichkeit, Anmut, Glanz, Schönheit‘, Bahai-Transkription Bahá) ergibt. Das Symbol besteht aus zwei Sternen und drei waagerechten Linien, welche von einer senkrechten Linie verbunden werden. Die Sterne symbolisieren die beiden Zwillingsoffenbarer Baha’u’llah und den Bab. Die untere Linie symbolisiert die Ebene der Menschheit mit der materiellen Welt, die mittlere Linie symbolisiert die Ebene der Manifestationen Gottes (also die Ebene des Geistes und der Offenbarung) und die obere Linie symbolisiert die Ebene Gottes. Diese drei Ebenen werden durch zyklisch wiederkehrende Offenbarungen – im christlichen Kontext könnte man sagen: das Wort Gottes und den Heiligen Geist – verbunden.